# Habenaria woodii
Habenaria woodii är en orkidéart som beskrevs av Rudolf Schlechter. Habenaria woodii ingår i släktet Habenaria och familjen orkidéer.
Artens utbredningsområde är KwaZulu-Natal. Inga underarter finns listade i Catalogue of Life.